# 제1대 준남작 윌리엄 존슨 경
제1대 준남작 윌리엄 존슨 경(Sir William Johnson, 1st Baronet, 1715년경 ~ 1774년 7월 11일)은 아일랜드에서 태어난 영국의 공무원 겸 군인이다. 청년 시절에 뉴욕 식민지로 이주하여, 삼촌인 피터 워렌 경이 구입한 토지의 관리 업무를 했다. 이 땅은 이로쿼이 연방의 한 지파인 모호크 족의 거주지 중심에 있었다. 존슨은 모호크 어와 이로쿼이 연방 습관을 배우고, 이로쿼이 연방 대리인으로 취임했다. 이 성공으로 존슨은 1756년에 영국령 미국 북부의 인디언 관련 기관의 장관이 되었다. 이로쿼이 연방의 영국인 대리인의 경력을 통해 존슨은 개인 토지 관리 및 공무를 조합하면서, 이로쿼이 연방 100km2 이상에 달하는 토지를 손에 넣은 것이다.
북미에서 일어난 7년 전쟁의 일부인 프렌치 인디언 전쟁 동안 존슨은 이로쿼이 연방 병력과 식민지 민병대의 지휘관을 맡았다. 조지 호수 전투에서 영국에 승리를 안겼기 때문에 준남작이 되었다. 1759년 나이아가라 요새 포위전에서 한층 더 지명도를 쌓았으며, 인디언들의 장관으로서 1756년부터 사망할 때까지 20년 가까이 맡아 아메리카 인디언을, 영국의 이익에 종속시킨 것이다.

## 생애

### 유년기
윌리엄 존슨은 아일랜드 왕국의 미스주에서 1715년경 태어났다. 스미스 타운에 사는 크리스토퍼 존슨 앤 워렌의 장남이었다. 어머니 앤 워렌은 워렌스타운의 마이클 워렌과 캐서린 아일머는 매튜 아일머 제독의 여동생이었다. 그의 어머니는 오랜 전통의 가톨릭 젠트리 집안이었지만, 개신교 영국계 이민자로서 그 지위를 많이 상실했다. 아버지 크리스토퍼는 알마 카운티에서 대대로 번성했던 오닐 가문의 후예였다. 윌리엄 존슨의 친할아버지는 원래는 윌리엄 맥세인이라고 자칭하고 있었지만, 성을 존슨으로 바꾸었다. 존슨은 아일랜드어로 맥 셰인(셰인의 아들)의 영어 번역이다. 예전의 전기 작가들은 존슨을 아일랜드의 가난한 가정 출신이라는 스토리도 지어냈지만, 현대적 고찰에서 그의 가족은 검소한 면은 있었지만 여유있는 생활을 하고 있었다는 것을 밝히고 있다. 존슨 가문은 자코바이트였지만, 삼촌 피터 워렌 경이 영국 해군에서 군 경력을 쌓았고, 개신교로 자랐기 때문에 매우 성공하여 부자가 되었다.

## 서훈
- 1755년 준남작작위 서임